# Icușești
Icușești là một xã thuộc hạt Neamț, România. Dân số thời điểm năm 2002 là 4704 người.